# Управљање догађајима
Управљање догађајима је примена управљања пројектима на креирање и развој малих и/или великих личних или корпоративних догађаја као што су фестивали, конференције, церемоније, венчања, формалне забаве, концерти или конвенције. То укључује проучавање бренда, идентификацију његове циљне публике, осмишљавање концепта догађаја и координацију техничких аспеката пре самог покретања догађаја.
Индустрија догађаја сада укључује догађаје свих величина, од Олимпијских игара до пословних састанака за доручак. Многе индустрије, познате личности, добротворне организације и интересне групе одржавају догађаје како би пласирали своју етикету, изградили пословне односе, прикупили новац или прославили достигнућа.
Процес планирања и координације догађаја се обично назива планирањем догађаја и који може укључивати буџетирање, заказивање, одабир локације, прибављање потребних дозвола, координацију превоза и паркинга, организовање говорника или забављача, уређење декорације, обезбеђење догађаја, кетеринг, координацију са добављачима трећих страна и плановима за хитне случајеве. Сваки догађај је другачији по својој природи тако да се процес планирања и извођења сваког догађаја разликује у зависности од врсте догађаја.
Менаџер догађаја је особа која планира и спроводи догађај, преузимајући одговорност за креативне, техничке и логистичке елементе. Ово укључује целокупни дизајн догађаја, изградњу бренда, маркетиншку и комуникациону стратегију, аудио-визуелну продукцију, писање сценарија, логистику, буџетирање, преговоре и услуге клијентима.
Због сложености која је укључена, обимног захтеваног знања и окружења које се брзо мења, управљање догађајима се често наводи као један од најстреснијих путева у каријери, поред хирурга.

## Стратешки маркетинг и комуникација
Управљање догађајима може бити алат за стратешки маркетинг и комуникацију, који користе компаније свих величина. Компаније могу имати користи од промотивних догађаја као начина комуникације са садашњим и потенцијалним купцима. На пример, ови догађаји фокусирани на оглашавање могу се десити као конференције за штампу, промотивни догађаји или представљање производа.
Менаџери догађаја такође могу користити традиционалне медије како би циљали своју публику, надајући се да ће генерисати медијску покривеност која ће допрети до хиљада или милиона људи. Они такође могу позвати своју публику на своје догађаје и доћи до њих на самом догађају.

## Место одржавања догађаја
Место догађаја може бити на лицу места или ван њега. Менаџер догађаја је одговоран за рад на изнајмљеном догађају или простору за забаву јер координира директно са власником некретнине. Менаџер догађаја ће пратити све аспекте догађаја на лицу места. Неки од задатака наведених у уводу могу да пређу на место одржавања, али обично уз наплату.
Догађаји представљају значајан ризик од одговорности за организаторе и места одржавања. Сходно томе, већина места захтева од организатора да прибаве опште осигурање или осигурање од опште одговорности за догађај у износу не мањем од 1.000.000 УСД по догађају и укупно 2.000.000 УСД, што је индустријски стандард.
Менаџери корпоративних догађаја резервишу просторе за догађаје како би угостили корпоративне састанке, конференције, догађаје за умрежавање, сајмове, представљања производа, повлачења за изградњу тима или сесије обуке у прилагођенијем окружењу.

## Одрживост
Одрживо управљање догађајима (такође познато као озелењавање догађаја) је процес који се користи за производњу догађаја са посебном бригом о еколошким, економским и друштвеним питањима. Одрживост у управљању догађајима укључује друштвено и еколошки одговорно доношење одлука у планирање, организацију и имплементацију догађаја и учешће у њему. Укључује укључивање принципа и пракси одрживог развоја у све нивое организације догађаја и има за циљ да осигура одговорно организовање догађаја. Представља укупан пакет интервенција на догађају и треба да се уради на интегрисан начин. Озелењавање догађаја треба да почне на почетку пројекта и треба да укључи све кључне актере, као што су клијенти, организатори, места, подизвођачи и добављачи. Недавна студија показује да тренд премештања догађаја са личних на виртуелне и хибридне режиме може смањити присуство угља за 94% (виртуелни) и за 67% (хибридни режим са преко 50% стопе личног учешћа због трговине). 

## Технологија
Софтверске компаније за управљање догађајима обезбеђују планирање догађаја помоћу софтверских алата за руковање многим уобичајеним активностима као што су регистрација делегата, резервација хотела, резервација путовања или додела изложбеног простора.
Недавни тренд у технологији догађаја је употреба мобилних апликација за догађаје. Ова технологија напредује и омогућава професионалцима за догађаје да ефикасније поједноставе и управљају сложеним и једноставним догађајима. Мобилне апликације имају широк спектар употреба. Могу се користити за држање релативно статичних информација као што су дневни ред, биографије говорника и општа често постављана питања. Они такође могу да подстакну учешће и ангажовање публике кроз интерактивне алате као што су гласање/анкете уживо, подношење питања говорницима током питања и одговора или изградња интерактивних „облака речи“ уживо. Мобилне апликације за догађаје могу да користе и организатори догађаја као средство комуникације. Мобилне апликације помажу да се постигне бољи укупни исход догађаја, а такође помажу да се уклони много досадног посла од организатора  догађаја.
Организатори могу да комуницирају са учесницима коришћењем упозорења, обавештења и  нотификација. Такође се могу користити за прикупљање повратних информација од учесника коришћењем анкета у апликацији. Неке апликације за мобилне догађаје могу помоћи учесницима да се друже једни са другима, са спонзорима и са организаторима са уграђеном функционалношћу умрежавања.

## Образовање
Све је већи број универзитета који нуде обуку из управљања догађајима у облику сертификата и додипломских или постдипломских диплома.
University of Central Florida's Rosen College of Hospitality Management понудио је прву диплому дипломираних наука из управљања догађајима почевши од 2006. године. Програм користи основну обуку у области угоститељства, покривајући пословање са смештајем, туризам, услуге за госте, рачуноводство и маркетинг, као и управљање догађајима, укључујући продају, промоцију, технологију, дизајн, управљање ризиком и угоститељство са изборним предметима доступним за одређена интересовања, као што су као крстарења, клабинг, вина или сајмови. Други студијски програми који не нуде пуну диплому обично нуде концентрацију, као што је Универзитет у Њујорку, који нуди диплому дипломираних наука из менаџмента у хотелијерству и туризму са концентрацијом у управљању догађајима. Универзитет Флориде такође нуди сличан програм.
Због ограниченог броја доступних програма додипломских студија, није неуобичајено да менаџери догађаја стекну своје дипломе из пословна администрација, маркетинга или односа с јавношћу. Да би допуниле своју кандидатуру, особе заинтересоване за управљање догађајима обично добијају један или више сертификата који нуде специјализацију у одређеним областима. Доступни сертификати укључују:
- Сертификовани професионалац за састанке (ЦМП)[11]
- Сертификован у управљању изложбама (ЦЕМ)[12]
- Сертификовани трговац на сајмовима (ЦТСМ)[13]
- Сертификат за управљање састанцима (ЦММ)
- Сертификовани професионалац за угоститељство и догађаје (ЦПЦЕ)[14]
- Сертификовани дизајнер догађаја (ЦЕД)[15]
- Сертификовани професионалац за посебне догађаје (ЦСЕП)